# 托雷斯德瓦尔武埃斯
托雷斯德瓦尔武埃斯，是西班牙阿拉贡自治区韦斯卡省的一个市镇。总面积14平方公里，总人口358人（2001年），人口密度26人/平方公里。